# Компарату, Бьянка
Бьянка де Соуза Мендес Компарату (порт. Bianca de Souza Mendes Comparato; 19 ноября 1985) — бразильская актриса.

## Ранние годы
Бьянка де Соуза Мендес Компарату родилась в Рио-де-Жанейро. Она является дочерью бразильского писателя Дока Компарату и младшей сестрой актрисы и ведущей Лорены Компарату. В возрасте 16 лет она прошла трёхмесячный курс в Королевской академии драматического искусства в Лондоне, и в награду получила премию британской школы Рио-де-Жанейро. После окончания учёбы она вернулась в Бразилию, чтобы сосредоточиться на своей творческой деятельности, несмотря на то, что её родители были против и отговаривали её. Наряду с обычной школой Бьянка посещала курсы драматургии. В 2010 году она окончила киношколу PUC-RJ.

## Карьера
Первой работой Компарату была театральная постановка «O Ateneu» режиссёра Леонардо Брисио. В 2004 году она дебютировала на телевидении в телесериале «Тяжёлый груз», и в том же году имела эпизодическую роль в сериале «Хозяйка судьбы». В 2006 году Компарату снялась в короткометражном фильме «Педро, Ана и истины» и в фильме «Ангелы солнца». В 2013 году она вернулась на большой экран с фильмом «Мы так молоды», а также снялась в сериале «A Menina Sem Qualidades».

## Личная жизнь
С 2016 года Компарату состоит в отношениях с актрисой Алисе Брага.

## Фильмография

### Кино
- Criança Esperança (2012)
- Мы так молоды / Somos tão Jovens — Carmem Teresa (2013)
- Как всё забыть / Como Esquecer — Carmem Lygia (2010)
- Солнечные ангелы / Anjos do Sol — Inês (2006)
- Педро, Ана и истины / Pedro, Ana e a Verdade (2006)

### Телевидение
- 3% — Michel (2016)
- Семь жизней / Sete Vidas — Diana (2015)
- Девушка без качеств / A Menina Sem Qualidades — Ana (2013)
- Проспект Бразилии / Avenida Brasil — Betânia / falsa Rita (2012)
- Бразильянки / As Brasileiras — Natasha (2012)
- Наша жизнь / A Vida da Gente — Nina (2011)
- Светило / O Astro — Laura (2011)
- Пощёчины и поцелуи / Tapas & Beijos — Carol (2011)
- Алина / Aline — Kelly (2009—2011)
- Специальный эпизод / Episódio Especial (2008)
- Совершенная красота / Beleza Pura — Luisa (2008)
- Брать и отдавать / Toma Lá Dá Cá — Gelda (2007)
- Антония / Antônia — Mariah (2007)
- Амазония / Amazônia, de Galvez a Chico Mendes — Celinha (2007)
- Змеи и ящерицы / Cobras & Lagartos — Rosimary (2006)
- Для моей жизни / Por Toda Minha Vida — Elis Regina (2006)
- Белиссима / Belíssima — Maria João Güney de Oliveira (2005)
- Ловушка / Cilada (2005)
- Хозяйка судьбы / Senhora do Destino — Helen (2004)
- Тяжёлый груз / Carga Pesada (2004)